# France Info (chaîne de télévision)
Pour l'offre globale, voir France Info (offre globale).
France Info est une chaîne de télévision nationale française et publique d'information en continu, associant les groupes de médias publics France Télévisions, Radio France, France Médias Monde (FMM) ainsi que l'Institut national de l'audiovisuel (INA).
Elle est diffusée sur la TNT, le satellite, le câble, la télévision IP et le Web. Elle est également disponible dans certains pays limitrophes de la France métropolitaine ainsi qu'en outremer et ses programmes sont partiellement repris au plan international par la chaîne francophone TV5 Monde.

## Historique de la chaîne

### Premier projet (2001)
En 2001, alors que la télévision numérique terrestre en France n’est qu’à l’état de projet, le gouvernement de Lionel Jospin demande au président de France Télévisions de réfléchir à un projet de bouquet plus étendu de chaînes publiques diffusées sur la TNT, afin que le service public tienne une place de choix dans ce projet. Le pouvoir en place perçoit dans la TNT la révolution technique qu’il attend depuis longtemps pour développer et rééquilibrer l'audience et la visibilité de la télévision publique en difficulté depuis la privatisation de TF1 et l'arrivée de M6 en 1987. France Télévisions propose la création de trois nouvelles chaînes : France 1, chaîne d'information en continu ; France 4, chaîne totalement consacrée aux régions ; et France 6, canal proposant une sélection des programmes de France 2 et France 3 rediffusés à des horaires décalés[réf. souhaitée].
Entre-temps, le gouvernement change de bord et le nouveau premier ministre, Jean-Pierre Raffarin, revoit les propositions, revues à la baisse, dans un contexte de rigueur budgétaire. La télévision de service public dispose dès lors de quatre canaux sur la TNT en plus de France 2 et France 3, mais trois d’entre eux seront exploités par des chaînes déjà existantes : France 5 en canal permanent, diffusée 24h/24, Arte (qui ne dépend pas de France Télévisions) diffusée également 24h/24 et La chaîne parlementaire dont les antennes de l'Assemblée Nationale et du Sénat partageront le canal. France Télévisions ne dispose ainsi que d’un seul canal « bonus » pour proposer une chaîne complémentaire à ses antennes existantes. Finalement, la chaîne Festival renommée France 4 est choisie par le groupe public pour figurer sur la TNT, abandonnant ainsi l’idée d'une chaîne d'information continue,.

### Genèse du projet (2015)
Ce nouveau média est à l'initiative de la présidente de France Télévisions en place depuis août 2015, Delphine Ernotte, sans susciter l'adhésion de certains journalistes du groupe. Le projet est évoqué dès la prise de fonction de la présidente du groupe au cours de l'année 2015. Des groupes concurrents tels que NextRadioTV (propriétaire de BFM TV) voient d'un mauvais œil l'arrivée d'un nouveau média public, craignant une perte d'audience de leur propre structure, celle-ci s'ajoutant au passage de LCI sur la TNT gratuite en avril 2016.
Germain Dagognet a eu la tâche de coordonner le projet.

### Un lancement effectué à marche forcée (2016)
Après des mois de discussions, entre 2015 et 2016, la chaîne d'information est annoncée le 11 juillet 2016 pour un lancement au 1er septembre. Comme l'offre proposée est multiple, dite globale, il s'est d'abord agi de lancer le site et l'application le 24 août, les premières diffusions radiophoniques et les premiers journaux à blanc le 29 août, la diffusion sur le web le 31 août, et enfin le lancement télévisuel officiel le 1er septembre. Il faut donc une semaine pour déployer l'ensemble du projet. Tous les supports sont investis, à l'exception de l'écrit.
Afin d'être prêt pour les diffusions, des répétitions ont eu lieu à partir du 22 juillet. Les personnels ont été réorganisés en un temps record. Cela a créé de la fatigue, de l'excitation auprès des salariés, stimulés par cette nouvelle aventure commune entre plusieurs entités du service public. Les changements ont été si rapides, que « l'accouchement de la nouvelle chaîne s'est fait dans la douleur ». Une opposition est aussi née de la part de journalistes radio, qui accusent alors la télévision de travailler dans l'urgence, sans prendre le soin de vérifier ses informations. 59 journalistes de la radio signent une motion dans ce sens ; durant le premier mois de son existence, la télévision rapporte en effet des détails erronés concernant un possible attentat dans Paris. Depuis cet événement, la radio assure le contrôle des informations données à la télé via son groupe interne dénommé « agence France Info », et les deux rédactions collaborent étroitement via des groupes de discussion Whats App.
L'équipe journalistique est composée de 32 personnes, dont Samuel Étienne pour le 6 h 30 - 9 h 30, Djamel Mazi pour le 9 h 30 - 13 h, Louis Laforge pour le 17 h - 20 h et Julien Benedetto pour le 21 h - minuit, accompagnée pour chaque tranche d'une présentatrice ou d'un présentateur pour les journaux. D'autres stars de l'information sont appelées à compléter les effectifs, notamment Claire Chazal, ainsi que Dominique Verdeilhan qui s'occupe déjà du service justice de la chaîne. En octobre 2018, Johanna Ghiglia rejoint la chaîne pour présenter les matinales week-end de 6 h à 10 h. Durant le 6 h 30 - 9 h 30, une présentatrice ou un présentateur de France 2 ou France 3 assure la rubrique Météo.
En mars 2025, Laurent Delpech, directeur de la rédaction, est remplacé par Muriel Pleynet à la suite d'une motion de défiance lancée par la société des journalistes de France Info après deux "dérapages" à l'antenne en quelques semaines.
En juin 2025, France Info se voit attribuer le canal numéro 16, censé renforcer dès lors sa visibilité.

## Contexte
Après LCI, CNews et BFM TV sur la TNT nationale gratuite, et France 24 (à l'étranger et en Île-de-France seulement), cela porte à cinq le nombre de chaînes d'information généralistes en France, et à deux les chaînes publiques d'information générale (une chaîne publique pour l'intérieur et une pour l'extérieur, soit la même organisation que celle de la BBC au Royaume-Uni avec BBC News pour l'intérieur et BBC World News pour l'extérieur – on peut également citer aux États-Unis le distinguo CNN et CNN International).
Le but de la chaîne publique est de se différencier de la concurrence, avec une absence de pages publicitaires, plus de magazines et des retours sur l'Histoire, espérant ainsi offrir un service de meilleure qualité.

## Identité visuelle

### Habillages et logos
Son logo est dévoilé le 11 juillet 2016 et son nom, France Info, est le même que celui de la radio du groupe Radio France avec laquelle il partage sa thématique. Le logo de la chaîne reprend les couleurs de la radio du même nom, à savoir le blanc, le jaune et le noir. Le coût complet du premier habillage de la chaîne s'élève à 500 000 euros selon Le Canard enchaîné ; l'habillage sonore (commun à la radio France Info) est une réalisation du compositeur Jean-Michel Jarre. La chaîne est hébergée dans les locaux de France Télévisions et Radio France. Cette double identité marque un rapprochement entre les différents groupes médiatiques du service public.
Une évolution de l'habillage graphique et sonore est opérée à partir du 26 août 2019.

Logo
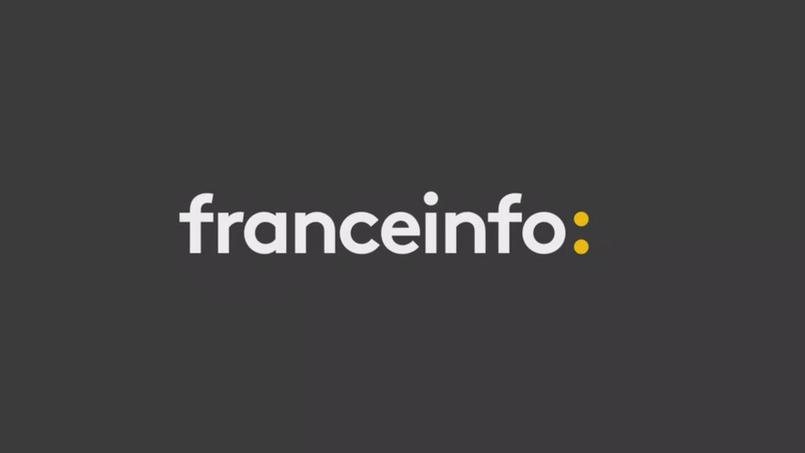
Logo de France Info du 1er septembre 2016 au 25 août 2019.
Logo de France Info depuis le 26 août 2019.

### Slogans
- Septembre 2016 : « France Info, deux points ouvrez l'info. »
- Août 2019 : « France Info et tout est plus clair. »
- Janvier 2024 : « France Info: pas juste l'info, l'info juste. »

## Organisation
France Info bénéficie des moyens de France Télévisions, en particulier France 2 et France 3. La chaîne compte 200 salariés (176 personnes à France Télévisions, 28 à Radio France), ainsi que 3 000 journalistes répartis entre ceux de France Télévisions avec les rédactions de France 2, France 3 Régions et La Première ; ceux de Radio France avec la radio France Info et France Inter le dimanche avec Questions Politiques ; et ceux de France 24 à l'échelle mondiale. Son coût s'élève à 15 millions d'euros pour France Télévisions et 3,5 millions pour Radio France.
Elle comporte les éléments caractéristiques des chaînes d'information en continu (journaux télévisés, bandeaux d'information) et des modules de déchiffrage et d’analyse. La radio France Info publie le contenu des bandeaux et les rappels de titres trois fois par heure (quatre fois par heure entre septembre 2016 et la mi-janvier 2017), France 24 diffuse la tranche de nuit entre minuit et 6 h 30 du matin et l'Ina propose des modules abordant « l'actualité par le prisme de l'Histoire »
France Info devient ainsi une offre globale d'information publique réunissant la radio et la télévision et mettant à profit l'expérience de l'ensemble du service public en matière d'information.
Il s'agit de la première grande collaboration entre la radio et la télévision de service public depuis 1974 ; à l'époque, la rédaction de France Inter fournit les éléments de l'information au journal de la troisième chaîne couleur de l'ORTF.
Les personnels des différents groupes publics, ainsi que des recrutements d'autres chaînes d'information en continu, contribuent ainsi à alimenter la chaîne et à la faire vivre.

### Dirigeants
En août 2016, Stéphane Dubun est nommé à la direction de la chaîne pour la partie télévision, Célia Meriguet pour la partie numérique. 

### Mission
Les missions du service de télévision France Info sont précisées dans le cahier des charges de France Télévisions, fixé par le décret no 2009-796 du 23 juin 2009.

« France Info est une chaîne nationale diffusée notamment par voie hertzienne terrestre dont l'objet est d'offrir des programmes d'information couvrant tous les domaines de l'actualité en France et dans le monde, notamment grâce à la diffusion régulière de journaux et de résumés d'actualité.
Elle est réalisée avec le concours d'autres organismes du secteur public de la communication audiovisuelle, notamment Radio France, la société chargée de l'audiovisuel extérieur de la France et l'Institut national de l'audiovisuel. La durée quotidienne du programme est de 24 heures.
Sa programmation répond au besoin de connaissance et de compréhension de l'actualité. Tout en s'attachant à informer le public sur l'actualité la plus immédiate, elle consacre une part substantielle de son antenne à la diffusion de programmes qui favorisent l'analyse et la mise en perspective des événements et intègre une forte dimension d'interactivité afin de toucher des publics diversifiés.
Elle veille à la qualité éditoriale et à la diversité du contenu de ses programmes ainsi qu'à l'expression pluraliste des courants de pensée et d'opinion. »

— Article 3 du décret no 2009-796 du 23 juin 2009.

## Programmes
Contrairement à d'autres chaînes d'information, il est possible de la regarder sans son, grâce à des reportages muets mais accompagnés de texte. Les journalistes peuvent expliciter leurs explications avec un tableau interactif. Le cadreur se déplace au milieu des journalistes, avec un dispositif très mobile. Le ton est décalé, sans pour autant oublier d'être sérieux. Les différentes séquences sont appelées modules, notamment sur l'Histoire ou encore dans des conditions inhabituelles comme l'interview dans le noir. La présentation — au milieu de la rédaction de la chaîne, opérée par un anchorman ou une anchorwoman, sorte de chef d'orchestre de l'antenne entre les modules — ainsi que l'interactivité avec le fil « le live » du site web — déjà présent sur l'ancien site France TV info —, sont d'autres exemples de différence.
Sur le fond, le travail montré sur la chaîne provient aussi bien des antennes locales de France 3 que de France 24 qui s'appuie elle-même en partie sur les moyens de France 2 et France 3, de l'antenne de Radio France et des équipes de l'Ina.
Une première version des programmes est lancée le 1er septembre 2016 en même temps que la chaîne. Deux mois plus tard, des audiences jugées « très faibles » (0,2 % de parts d’audience en octobre 2016, contre 2,3 % pour BFM TV, par exemple) et des défauts identifiés à l'antenne conduisent à la mise en place progressive d'une nouvelle programmation.
Grille
À la rentrée 2025, la grille de programme en semaine est la suivante, :
- 6h30-9h : La matinale (Djamel Mazi & Zohra Ben Miloud ; WE Brigette Boucher & Yann Haefele)
  - L'invité de 8h30 (Matteu Maestracci)
- 9h-9h30 : Les informés du matin (Salhia Brakhlia & Renaud Dély)
- 9h30-10h30 : L'info s'éclaire (Axel de Tarlé)
- 10h30-12h : L'info chez vous (Marianne Théoleyre ; WE Camille Grenu)
- 12h-13h : 12/13 info (Émilie Tran Nguyen ; WE Julien Benedetto)
- 13h-13h50 : L'info s'éclaire (Axel de Tarlé)
- 13h50-14h : Outremer.l'info
- 14h-15h45 : Au cœur de l'info (Flore Maréchal & Martin Baumer)
- 15h45-16h : Tout et son contraire (Philippe Vandel)
- 16h-17h : Au cœur de l'info (Flore Maréchal & Martin Baumer)
- 17h-19h : Le monde de Loison (Patricia Loison & Myriam Bounafaa) ; WE Le monde de Bornstein (Gilles Bornstein & Aurélie Casse)
  - 18h55 : Le JT des 12-18 ans (Camille Dahan, Nacer Boubekeur)
- 19h-20h : 19/20 info (Sonia Chironi ; WE Julien Benedetto)
- 20h-21h : Les informés du soir (Jean-François Achilli, Bérengère Bonte & Victor Matet)
- 21h-21h20 : Planète info (Lucie Chaumette)
- 21h20-21h50 : La faute à l'Europe ? (Yann-Antony Noghès)
- 21h50-22h : L'invité éco (Isabelle Raymond)
- 22h-23h : Planète info
- 23h-24h : 23h info (Alexandra Uzan ; WE Sorya Khaldoun)

L'émission de fact-checking Vrai ou Faux présentée par Julien Pain est diffusée le samedi à 11h10.

## Audiences

### Concurrence avec CNews, BFM TV et LCI

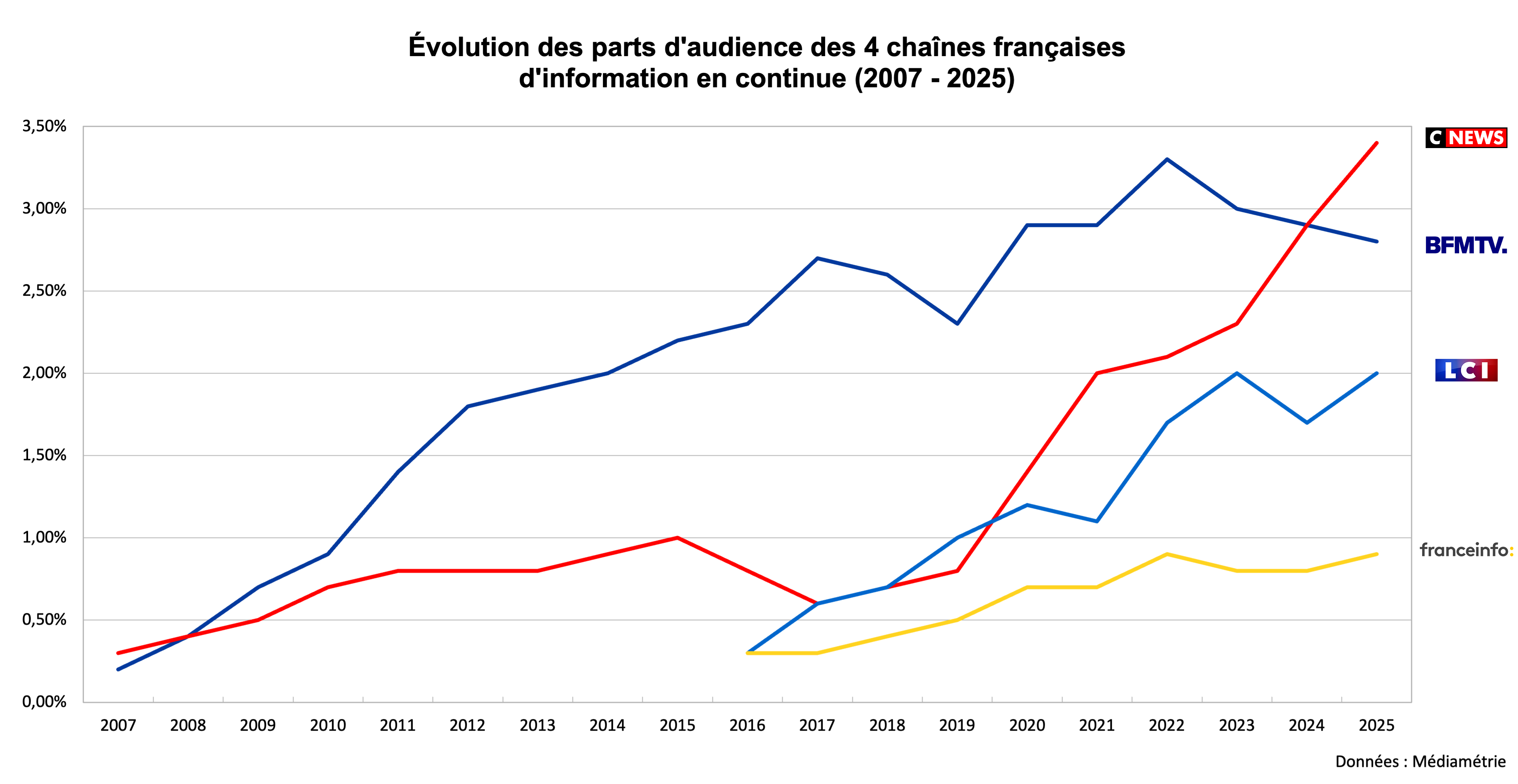
Parts d'audience des 4 principales chaînes d'information françaises de 2007 à 2024.
BFM TV
CNews
LCI
France Info

Selon une étude confidentielle, commandée par France Télévisions et Radio France, France Info a réalisé lors de sa première semaine de diffusion en septembre 2016 une part d'audience moyenne de 0,8 %, ce qui placerait la chaîne nettement devant LCI (0,4 %) et juste derrière CNews (1 %).
Ces performances sont cependant à mettre dans le contexte d'un effet de curiosité pour les téléspectateurs. Après trois semaines de diffusion, l'audience est rapidement descendue à 0,3 % de part de marché, puis à 0,2 % après plus d'un mois de diffusion.
La grève à CNews du mois d'octobre 2016 profite à ses concurrentes (BFM TV et LCI) mais ne lui permet quasiment pas d'augmenter ses audiences, la chaîne enregistrant une audience en très légère hausse à 0,3 % en novembre 2016.
À l'occasion du premier anniversaire de la chaîne, Delphine Ernotte a annoncé que la chaîne sera mesurée par Médiamétrie, à partir du mois d'octobre 2017.
L'été 2018 signe un record d'audience moyenne où la chaîne atteint régulièrement 0,5 %, soit son record d'audience sur une semaine depuis sa création.
En décembre 2018, la chaîne de télévision obtient 0,7 % d'audience (son record) et elle s'installe ainsi dans le paysage très fermé des grandes chaînes d'informations en continu.
Le 25 avril 2019, le discours de conclusion du grand débat national d'Emmanuel Macron rassemble 197 000 téléspectateurs en moyenne (1,1 % de PDA).

### Audience globale
|      | Janvier  | Février  | Mars     | Avril  | Mai    | Juin     | Juillet  | Août     | Septembre | Octobre | Novembre | Décembre | Moyenne annuelle |
| ---- | -------- | -------- | -------- | ------ | ------ | -------- | -------- | -------- | --------- | ------- | -------- | -------- | ---------------- |
| 2016 |          |          |          |        |        |          |          |          | 0,3 %     | 0,2 %   | 0,3 %    | Inconnue | Inconnue         |
| 2017 | Inconnue | Inconnue | Inconnue | 0,5 %  | 0,5 %  | Inconnue | Inconnue | Inconnue | Inconnue  | 0,3 %   | 0,3 %    | 0,3 %    | 0,3 %            |
| 2018 | 0,3 %    | 0,3 %    | 0,3 %    | 0,4 %, | 0,4 %, | 0,4 %,   | 0,4 %,   | 0,5 %    | 0,4 %     | 0,5 %   | 0,6 %    | 0,7 %    | 0,4 %            |
| 2019 | 0,5 %    | 0,4 %    | 0,5 %    | 0,5 %  | 0,5 %  | 0,5 %    | 0,5 %    | 0,5 %    | 0,5 %     | 0,5 %   | 0,5 %    | 0,5 %    | 0,5 %            |
| 2020 | 0,5 %,   | 0,5 %,   | 0,7 %    | 0,6 %, | 0,6 %, | 0,6 %,   | 0,7 %    | 0,6 %    | 0,7 %,    | 0,7 %,  | 0,8 %    | 0,7 %    | 0,7 %            |
| 2021 | 0,8 %    | 0,7 %,   | 0,7 %,   | 0,7 %, | 0,7 %, | 0,7 %,   | 0,7 %,   | 0,7 %,   | 0,8 %     | 0,7 %,  | 0,7 %,   | 0,8 %    | 0,7 %            |
| 2022 | 0,8 %    | 0,9 %    | 1,2 %    | 1,0 %  | 0,9 %  | 0,8 %,   | 0,8 %,   | 0,8 %,   | 0,9 %     | 0,8 %   | 0,7 %,   | 0,7 %,   | 0,9 %            |
| 2023 | 0,7 %,   | 0,7 %,   | 0,8 %,   | 0,8 %, | 0,7 %  | 0,8 %,   | 0,8 %,   | 0,7 %    | 0,8 %     | 0,9 %   | 0,8 %    | 0,7 %    | 0,8 %            |
| 2024 | 0,8 %,   | 0,8 %,   | 0,7 %,   | 0,7 %, | 0,7 %, | 1,0 %,   | 1,0 %,   | 0,7 %    | 1,0 %     | 0,9 %   | 0,8 %    | 0,9 %    | 0,8 %            |
| 2025 | 0,8 %,   | 0,8 %,   | 0,8 %,   | 0,8 %, |        |          |          |          |           |         |          |          |                  |

Source (sauf mention contraire) : Médiamétrie.
Légende :
- Meilleur score mensuel de l'année.
- Pire score mensuel de l'année.
- Meilleur score mensuel absolu et de l'année.

## Diffusion
La chaîne commence à émettre le 31 août 2016 à 18 h sur son site et son application et le 1er septembre 2016 à 20 h sur le canal 27 de la TNT, de SFR TV, de la Bbox, de la TV d'Orange, de Freebox TV et de Fransat, ainsi que sur le canal 50 de Numericable.
Sur TNT Sat (canal 27) et Canalsat (canal 164), la chaîne démarre le 6 septembre 2016 .
La chaîne est aussi disponible en direct sur YouTube depuis le 24 août 2016.
La chaîne est également diffusée sur la TNT d'outre-mer depuis le 8 avril 2019, en remplacement de France 24.
Le 2 septembre 2020, à la suite de l'arrêt de la chaîne France Ô et de la libération de la fréquence qu'elle occupait jusqu'alors, France Info peut commencer à diffuser ses programmes en HD. Cependant, à partir du 1er février 2021, France Info est contrainte de repasser temporairement en SD pour permettre à Culturebox, la nouvelle chaîne culturelle éphémère de France Télévisions, de diffuser ses programmes en haute définition sur le canal 19 de la TNT. À la suite du passage de Culturebox sur le canal 14 le 3 mai 2021, le canal 19 est à nouveau vide depuis le 12 mai 2021, date à laquelle France Info a pu repasser en HD.
Le 6 juin 2025, dans le cadre de la nouvelle numérotation des chaînes de la TNT, l'Arcom choisit de constituer un bloc de chaînes d'information en continu entre les canaux 13 et 16, en conservant l'ordre relatif des quatre chaînes. France Info récupère donc le canal 16, anciennement dédié à CNews, qui passe sur le 14.

## Critiques
Selon Philippe Nouchi expert des médias, un nombre aussi important de chaînes d'information en continu (quatre en ne comptant que les chaînes d'information diffusées sur la TNT) n'est pas viable. L'audimat n'est pas extensible à l'infini, le marché publicitaire non plus et, bien que France Info ne diffuse pas de publicité, l'audience qu'elle drainerait aux autres chaînes info pourrait obliger ces chaînes à réduire les prix de vente de leurs écrans publicitaires auprès des annonceurs, et ainsi déstabiliser leur modèle économique, déjà très fragile pour certaines. Cela rappelle la menace de disparition de LCI en cas de non passage à la TNT gratuite.
Face à l'émergence de France Info, les autres chaînes d'information ont été poussées à se réorganiser : I-Télé change d'identité visuelle et devient CNews, LCI adopte une nouvelle grille de programmes, avec le souhait d'arriver à se maintenir.
De plus, les dotations de l'État ne font qu'augmenter d'année en année pour les médias publics, de sorte que la question de pouvoir assumer en plus une chaîne d'information se pose,.
Dans un article du 26 juin 2017, intitulé « Malaise : quand Franceinfo se met à genoux devant l'empereur Macron », l'hebdomadaire Marianne reproche à la chaîne une vidéo sur Emmanuel Macron qui, selon elle, n'aurait « rien à envier aux reportages béats de Sputnik sur Vladimir Poutine ». La vidéo y est décrite en ces termes : « En fond, violons et timbales nous donnent l'impression de revoir l'accession au trône de Sissi l'impératrice »,.

## Faits divers
Début mars 2019, quelques semaines après l'éclatement de l'affaire de la Ligue du LOL, des faits de harcèlement sexuel à France info ont été révélés par la presse française, notamment les journaux L'Express, Le Monde et Libération. Selon ces derniers, la direction du média a diligenté une enquête interne qui a abouti au licenciement d'un journaliste, pour conduite inappropriée, et à la mise à pied de deux responsables de la rédaction du site internet de la chaîne, auxquels un manque de réaction est reproché,,.
Le 5 février 2025, Julien Benedetto, durant son émission L'heure américaine,, interroge un professionnel du tourisme sur la faisabilité de transformer « la bande de Gaza en Riviera ». Face aux réactions d'indignation, la rediffusion du direct est supprimée.